# Beats, Rhymes and Life
Beats, Rhymes and Life è il quarto album degli A Tribe Called Quest pubblicato nel 1996. Uscito tre anni dopo il fortunato Midnight Marauders, non ne riscuote il medesimo successo.

## Tracce
1. Phony Rappers - 3:35 (con Consequence)
2. Get A Hold - 3:35
3. Motivators - 3:20 (con Consequence)
4. Jam - 4:38 (con Consequence)
5. Crew - 1:58
6. The Pressure - 3:02
7. 1nce Again - 3:49 (con Tammy Lucas)
8. Mind Power - 3:55 (con Consequence)
9. The Hop - 3:27
10. Keeping It Moving - 3:38
11. Baby Phife's Return - 3:18 (con Consequence)
12. Separate/Together - 1:38
13. What Really Goes On - 3:23
14. Word Play - 2:59 (con Consequence)
15. Stressed Out - 4:57 (con Consequence e Faith Evans)